# Greatest Hits (Journey)
| Recensione                        | Giudizio        |
| --------------------------------- | --------------- |
| AllMusic                          | [ 5 ]           |
| The New Rolling Stone Album Guide | [ 6 ]           |
| Sputnikmusic                      | 4.0 (Excellent) |
| Dizionario del Pop-Rock           | [ 8 ]           |
| 24.000 dischi                     | [ 9 ]           |

Greatest Hits è un album discografico di raccolta del gruppo musicale rock statunitense Journey, pubblicato dalla casa discografica Columbia Records nel novembre del 1988.

## Vendite
Il disco ha trascorso più 800 settimane nella classifica di vendita Billboard 200 ed è stato certificato diciotto volte disco di platino dalla RIAA.

## Tracce
Lato A
1. Only the Young – 4:03 (Steve Perry, Neal Schon, Jonathan Cain) – Tratto dalla colonna sonora del film: Vision Quest (Original Motion Picture Sound Track) (Artisti vari) (1985)
2. Don't Stop Believin' – 4:09 (Steve Perry, Neal Schon) – Tratto dall'album: Escape (1981)
3. Wheel in the Sky – 4:10 (Diane Valory, Neal Schon, Robert Fleischman) – Tratto dall'album: Infinity (1978)
4. Faithfully – 4:25 (Jonathan Cain) – Tratto dall'album: Frontiers (1983)
5. I'll Be Alright Without You – 4:33 (Steve Perry, Jonathan Cain, Neal Schon) – Tratto dall'album: Raised on Radio (1986)
6. Any Way You Want It – 3:21 (Steve Perry, Neal Schon) – Tratto dall'album: Departure (1980)
7. Ask the Lonely – 3:53 (Steve Perry, Jonathan Cain) – Tratto dalla colonna sonora del film: Two of a Kind: Music from the Original Motion Picture Soundtrack (Artisti vari) (1983)

Lato B
1. Who's Crying Now – 5:00 (Steve Perry, Jonathan Cain) – Tratto dall'album: Escape (1981)
2. Separate Ways (Worlds Apart) – 5:23 (Steve Perry, Jonathan Cain) – Tratto dall'album: Frontiers (1983)
3. Lights – 3:09 (Steve Perry, Neal Schon) – Tratto dall'album: Infinity (1978)
4. Lovin', Touchin', Squeezin' – 3:49 (Steve Perry) – Tratto dall'album: Evolution (1979)
5. Open Arms – 3:17 (Steve Perry, Jonathan Cain) – Tratto dall'album: Escape (1981)
6. Girl Can't Help It – 3:49 (Steve Perry, Jonathan Cain, Neal Schon) – Tratto dall'album: Raised on Radio (1986)
7. Send Her My Love – 3:53 (Steve Perry, Jonathan Cain) – Tratto dall'album: Frontiers (1983)
8. Be Good to Yourself – 3:50 (Steve Perry, Jonathan Cain, Neal Schon) – Tratto dall'album: Raised on Radio (1986)

## Musicisti
- Steve Perry - voce solista
- Neal Schon - chitarra
- Jonathan Cain - tastiere (eccetto brani: Wheel in the Sky, Any Way You Want It, Lights e Lovin', Touchin', Squeezin')
- Gregg Rolie - tastiere (solo nei brani: Wheel in the Sky, Any Way You Want It, Lights e Lovin', Touchin', Squeezin')
- Ross Valory - basso (eccetto nei brani: I'll Be Alright Without You, Girl Can't Help It e Be Good to Yourself)
- Randy Jackson - basso (solo nei brani: I'll Be Alright Without You, Girl Can't Help It e Be Good to Yourself)
- Steve Smith - batteria (eccetto nei brani: Wheel in the Sky, I'll Be Alright Without You, Any Way You Want It, Ask the Lonely, Lights, Girl Can't Help It e Be Good to Yourself)
- Aynsley Dunbar - batteria (solo nei brani: Wheel in the Sky e Lights)
- Larrie Londin - batteria (solo nei brani: I'll Be Alright Without You, Girl Can't Help It e Be Good to Yourself)

Note aggiuntive
- Kevin Elson - produttore (brani: Only the Young, Don't Stop Believin', Faithfully, Any Way You Want It, Ask the Lonely, Who's Crying Now, Separate Ways (Worlds Apart), Open Arms e Send Her My Love)
- Mike Stone - produttore (brani: Only the Young, Don't Stop Believin', Faithfully, Ask the Lonely, Who's Crying Now, Separate Ways (Worlds Apart), Open Arms e Be Good to Yourself)
- Roy Thomas Baker - produttore (brani: Wheel in the Sky, Lights e Lovin', Touchin', Squeezin')
- Steve Perry - produttore (brani: I'll Be Alright Without You, Girl Can't Help It e Be Good to Yourself)
- Geoffrey Workman - produttore (brano: Any Way You Want It)
- Kevin Elson - coordinatore alla produzione
- Kelley (Alton Kelley) - cover art